# Stadio Giovanni Zini
Stadio Giovanni Zini je víceúčelový stadion v lombardské Cremoně. V současnosti je nejvíce využíván pro fotbal. Byl otevřen roku 1929 a jeho kapacita činí 20 641 diváků. Své domácí zápasy zde hraje tým US Cremonese.